# Calotarsa mexicana
Calotarsa mexicana är en tvåvingeart som beskrevs av Kessel och Young 1974. Calotarsa mexicana ingår i släktet Calotarsa och familjen svampflugor. Inga underarter finns listade i Catalogue of Life.